# 真实计划
Project Reality（簡稱PR，中文譯作真实计划）為一系列以的引擎和武装突袭2的引擎所製作的模組，該模組的設計以真實性的戰爭為特色，玩家可在廣大且豐富的地圖當中體驗各國最先進的載具以及武器。團隊合作和戰術運用是遊玩此模組的不二法則，目前战地风云2平台上最新的PR版本為v1.7.1.1。本文仅对玩家较多的战地风云2平台上的Project Reality:BF2进行详细介绍。

## 简介
第一人称拟真军事FPS游戏Project Reality（简称PR）是“战地2”（Battlefield 2）和“武装突袭2箭头行动”（ArmA2 OA）的模组。2010年PR模组正式扩展到ArmA2 OA的平台上，在开发PR:BF2的同时开发PR:ArmA2。PR侧重于营造真实的现代战场环境和团队协作的氛围，以服务器上玩家之间的对抗为主，并且支持单机，但单机部分和联机稍有不同，主要用于熟悉装备和载具。
PR模组历时多年的发展，已彻底翻新战地风云2，利用其引擎和系统实现了贴近真实的现代战争。PR完美地平衡了军事模拟的真实度和作为一款游戏的紧凑性和游戏性，重新定义了拟真军事游戏的概念。PR对玩家之间的协作配合要求较高，玩家间的麦克风交流非常频繁，这也正是其最大最独特的魅力之一。没有一个FPS游戏像PR这样，从其根本的游戏规则上就开始强调配合。玩家们需要像真实战场上的士兵那样，由指挥官、小队长组织起来，参与多兵种的协同作战。
Project Reality着眼于将其他游戏中的不真实游戏过程变得真实。为了与真实情况对应，所有东西都被修改替换了：坦克、步兵战车、装甲车、后勤车辆、各国正规军装备的各种轻武器、直升机、战斗机，现代战争的战场上的出现的主要装备都加入了游戏，精心制作的每张地图都提供了广阔多变的作战空间。此外很多设定也符合真实战斗，例如 枪械的虚拟准心被移除，轻武器的各种声效做了重新录制，战场上的各种音效异常震撼真实，也加入了遭到火力压制时的晕眩效果，受伤时的流血呻吟，坦克、步兵 战车、武装直升机等大型载具需要两人协同使用。PR制定的游戏规则非常值得称道，引导玩家从痴迷于独自拼杀的“兰博”渐渐向懂得参与协同作战的真正士兵转型。
PR中的步枪、轻机枪、手榴弹、反坦克武器的性能和威力更贴近现实，通常被击中2-3枪即丧失战斗力，需要小队里的医疗兵来救治，所以玩家需要跟紧小队，也需要应用真实的战场生存战斗技能，比如使用烟雾弹掩护移动或干扰敌军火力发挥。和真实情况一样，狙击步枪、反坦克武器等特殊装备的数量都有限制，所以不会出现满地图的稻草人趴着打狙击，或坦克开进院子飞出7、8颗反坦克导弹的情形。PR中玩家只能以正规军队步兵班的基础装备重生，这些装备搭配起来就足以应付大部分战斗，特殊情况下才使用特殊装备，例如遭遇敌军重型载具时，可以从补给箱或步兵战车上提取单兵反坦克导弹进行攻击。士兵需要在指挥官和小队长等作战指挥人员的带领下，在战斗前线建立小型基地及各种工事（固定反坦克导弹、重机枪、迫击炮等等）来巩固战场控制。各个步兵小队在地面空中的载具配合下，围绕控制点和前线基地的攻防战斗激动人心，而不主动与战友配合的玩家不能融入这种氛围，游戏乐趣也会减少许多。
除了各国正规军之间的较量之外，PR还引入了暴动模式（叛乱模式）。玩家可以扮演愤怒的伊拉克人民保卫家园抵御美英联军的进攻，或在扮演塔利班武装分子在 阿富汗山区和多国部队展开游击战。联军的目的则是搜索并摧毁叛乱暴动分子的武器库以镇压暴动。这种非对称的作战模式下联军有巨大的装备载具优势，而武装分子们的抵抗手段也多样而强势：大量装备的RPG火箭筒、遍地埋设的地雷、各种遥控爆炸物（IED）和诡雷，让联军举步维艰，武装皮卡上装有重机枪甚至无后坐力炮，提供了灵活的火力支援，而装有炸药的轿车、带有大型炸弹的自爆卡车能对联军发动致命的袭击。真实的地图环境和各种新颖的战术，玩家无论扮演联军还是暴民，都有各自的趣味。
Project Reality的制作团队由来自世界各地的人组成，包括美国、加拿大、英国、澳大利亚、德国、中国等等，开发者还招来了其他模组和专业团队的人员，也得到了EA和BI（武装突袭2箭头行动的开发商波希米亚互动工作室）的大力支持，这些使PR模组更专业。不仅如此，开发团队中的很多成员有军事背景或者正在世界各地的军队中服役。国外的著名模组网站MOD DB在4000多个模组游戏中评选2008年度最佳模组，PR荣获冠军。总之，PR是一款真正意义上最接近现代战争实战水平的射击游戏，它不仅仅依靠个人的射击技术，更依靠玩家的大脑和战场思维，依靠良好的团队配合和指挥调度，才能取得战争的胜利。

## 阵营
真实计划的战场上提供了不同历史时期真实或虚构的14支正规军及6支非正规军或叛军，在不同的地图或地图设置中有不同的两个阵营。参与游戏的玩家需要在两个互相敌对的参战方中选择一方加入（或默认由服务器自动指派）。
- 正规军
  - 中国人民解放军
  - 俄罗斯联邦武装力量
  - 美国陆军
  - 美国海军陆战队
  - 美国陆军（越南战争时期）
  - 美国海军陆战队（越南战争时期）
  - 越南人民军（越南战争时期）
  - 英国陆军
  - 德国联邦国防军
  - 以色列国防军
  - 法国陆军
  - 中东联军（MEC）（战地2中虚构的军队）
  - 加拿大军队
  - 荷兰皇家陆军
  - 阿根廷軍隊
  - 波蘭軍隊

- 非正规军或叛军
  - 中東聯合軍
  - 伊拉克暴民
  - 塔利班
  - 哈马斯（HAMAS）
  - 非洲抵抗战士（原型为索马里青年党）
  - 反叛军（原型为车臣叛军）
  - 叙利亚自由军

## 武器
依地圖或模式的不同，各陣營的武器配置都會有所變化。
PR中包含的武器装备很多，在此只能列举一部分。
- 中國人民解放軍
  - 制式武器：95式自動步槍
  - 轻机枪：95式輕機槍
  - 通用机枪：PKP通用机枪
  - 載具乘員：95B式卡賓槍
  - 特等射手：88式狙擊步槍
  - 狙擊手：SV-98狙擊步槍
  - 防空兵：9K32（SA-7）肩射防空飛彈
  - 重型反裝甲兵：PF-98反戰車武器
  - 輕型反裝甲兵：PF-89反戰車武器

- 俄罗斯联邦武装力量
  - 特種兵：AK-74M
  - 步兵：AK-74M
  - 通用机枪：PKP通用机枪
  - 轻机枪：RPK-74M轻机枪
  - 特等射手：SVD狙擊步槍
  - 狙擊手：SV-98
  - 防空兵：9K32（SA-7）肩射防空武器
  - 重型反裝甲兵：RPG-7反戰車武器
  - 輕型反裝甲兵：RPG-26反戰車武器

- 美軍
  - 制式武器：M16A4突擊步槍（美國海軍陸戰隊）、M4卡賓槍（美國陸軍）
  - 機槍手：M249輕機槍
  - 載具乘員：M4卡宾枪
  - 特等射手：MK12狙击步槍、M14EBR狙击步枪、(M40狙击步枪、带双脚架)
  - 狙擊手：M40A3狙擊步槍（美國海軍陸戰隊）、M24狙擊手武器系統（美國陸軍）
  - 防空兵：FIM-92A肩射防空武器
  - 重型反裝甲兵：SRAW反戰車武器、SMAW反战车武器
  - 輕型反裝甲兵：AT4反戰車武器、M72A6反坦克火箭弹

- 英軍
  - 制式武器：L85A2突擊步槍
  - 機槍手：M249輕機槍
  - 特等射手：L86A2輕型支援武器
  - 狙擊手：L115A3狙擊槍
  - 防空兵：FIM-92A肩射刺針飛彈
  - 重型反裝甲兵：SRAW反戰車武器
  - 輕型反裝甲兵：AT4反戰車武器

- 加拿大軍隊
  - 制式武器：C7A2突擊步槍
  - 機槍手：C9A2輕機槍
  - 載具乘員：C8A3卡賓槍
  - 特等射手：AR-10T自動步槍
  - 狙擊手：C14大灰狼狙擊槍
  - 防空兵：FIM-92A肩射刺針飛彈
  - 重型反裝甲兵：ERYX反坦克導彈
  - 輕型反裝甲兵：M72輕型反裝甲武器

- 以色列國防軍
  - 制式武器：M4A1卡賓槍、M16A1 Menosar（柯爾特M653卡賓槍）、IMI Tavor CTAR-21
  - 機槍手：IMI Negev
  - 載具乘員：Galil SAR卡賓槍
  - 特等射手：IMI Tavor STAR-21，M4狙击步枪【带双脚架】
  - 狙擊手：M24狙擊手武器系統
  - 防空兵：FIM-92A肩射防空武器
  - 重型反裝甲兵：MATADOR
  - 輕型反裝甲兵：M72 LAW

- 法国陆军
  - 制式武器：FAMAS突击步枪
  - 轻机枪：FN Minimi轻机枪
  - 突破手：莫斯伯格590霰弹枪
  - 狙击手：FR-F2狙击步枪

- 德国联邦国防军
  - 制式武器：HK G36突击步枪
  - 乘员武器：HK MP7冲锋枪
  - 轻机枪：HK MG4轻机枪
  - 特等射手：HK G3SG/1狙击步枪
  - 狙击手：A.I. G22狙击步枪
  - 重、轻型反装甲兵：鐵拳三型火箭筒

- 中東聯軍
  - 制式武器：G3A3突擊步槍
  - 機槍手：MG3通用机枪
  - 特等射手：HK G3SG/1狙擊步槍
  - 狙擊手：SSG-P1狙擊槍
  - 防空兵：9K32（SA-7）肩射防空武器
  - 重型反裝甲兵：ERYX反坦克導彈
  - 輕型反裝甲兵：RPG-26反戰車武器

- 荷兰皇家陆军
  - 制式武器：C7突击步枪、C7A1突击步枪
  - 乘员武器：C8A1卡宾枪
  - 轻机枪：FN Minimi轻机枪
  - 通用机枪：FN MAG通用机枪
  - 突破手：HK416突击步枪、莫斯伯格500泵動式霰彈槍
  - 特等射手步枪：HK417自动步枪
  - 狙击步枪：AWM狙擊步槍

- 塔利班
  - 特等射手：莫辛-納甘步槍
  - 医护兵：李-恩菲尔德步枪
  - 轻机枪：DP28轻机枪、RPK轻机枪

- 車臣叛军
  - 特種兵：PPSh-41
  - 武装分子：AK-47、AK-74
  - 武装头目：AKS-74U卡宾枪

- 伊拉克暴民
  - AKS-74U
  - AK-47、AK-74
  - Norinco 982

- 哈马斯
  - 侦察兵：HK MP5A3冲锋枪、M16A1特等射手型步枪
  - 掷弹兵：M79榴弹发射器
  - 特等射手： M4卡賓槍－ACOG光學瞄準鏡

- 非洲抵抗战士
  - 自卫武器：MAT-49冲锋枪

- 叙利亚自由军
  - 侦察兵：FN FAL自动步枪
  - 医护兵：AVS-36自动步枪

- 越南战争时期美国陆军／海军陆战队
  - 制式武器：M16A1突擊步槍、M14自动步枪
  - 機槍手：M60通用机枪
  - 乘员武器：M3冲锋枪
  - 重型反裝甲兵：M20巴祖卡火箭筒
  - 輕型反裝甲兵：M72反坦克火箭弹

- 越南战争时期北越人民军
  - 重型反装甲兵：56式火箭筒

## 兵种装备
真实计划：战地2中拥有种类丰富的装备。为保证游戏平衡性和真实性，部分装备被加以一定程度上的数量限制。无限制装备可以被任何人无限制地获取。玩家所在的小队里至少有2人时才能申请专业人员装备，至少有4人时才能选用或申请步兵火力组装备。整个小队中，同种限制装备最多只能获取1个。医护兵是一个例外的限制装备，每个小队最多可以获取2个医护兵装备。
- 无限制装备
  - 步枪手（Rifleman）/武装分子（Militant）/战士（Warrior）/暴动分子（Insurgent）
    - 基本的步兵人员，无特殊装备但携带额外弹药包，为攻城略地的主力和维持小队战斗力的基础。

  - 平民（Civilian Collaborator）
    - 在暴动模式下，暴动方的一种无武装人员。他可使用急救包、抓钩、手机等等来协助其他暴动分子。平民的总数有一定的限制。

  - 布雷兵（Sapper）
    - 在暴动模式下，暴动方的一种武装人员。可以安设绊雷、IED（簡易爆炸裝置）或地雷，是伏击作战中的关键。

  - 装甲兵（Crewman）
    - 操作装甲载具的人员必须使用该装备，配有用于自卫的紧凑型武器。

  - 飞行员（Pilot）
    - 飞机驾驶及操作人员必须使用该装备，配有手枪和降落伞。另外，不能身穿飞行员装备坐在飞行器的乘客座位上。

  - 无武装人员（Unarmed）
    - 可以让您卸下原有的装备。暴动分子或哈马斯（HAMAS）卸下装备处于无武装状态1分钟后，即被视为平民，不可随意击杀。

- 专业人员
  - 军官/武装头目（Officer / Cell Leader）
    - 仅被提供给小队长和指挥官。小队长的职责是指挥整个小队、与我方其他小队及指挥官沟通、部署前哨。

  - 医护兵（Combat Medic / Corpsman）
    - 保障小队成员的生存的关键角色。

  - 反坦克兵（Anti-Tank）
    - 配有威力巨大的单兵反坦克武器，对各类装甲载具构成了极大的威胁。

  - 狙击手（Sniper）
    - 使用狙击枪远程狙杀高价值目标。

  - 观察手（Spotter）
    - 侦察并通报敌情，协助狙击手或其他火力单位提供敌人目标和弹着点观察、为激光制导炸弹/导弹提供指引。他可以使用抓钩穿越障碍或占据有利的观察位置。

  - 防空兵（Anti-Aircraft）
    - 可以使用肩扛式防空导弹威慑、驱逐敌方飞机、直升机，或看准机会击落敌机。

  - 战斗工兵（Combat Engineer）
    - 可以安设地雷，或使用C4炸药爆破敌方目标，还能拆除爆炸装置、维修轻型载具。

- 步兵火力组
  - 尖兵（Breacher）/侦察兵（Scout）
    - 通常担任小队的先锋，可以使用抓钩协助小队穿越障碍或占领制高点，一般还配有霰弹枪，用于近距离战斗、破坏门锁和逮捕人员。此外还配备了3个小型C4炸药以爆破各种敌方目标。

  - 班用机枪手（Automatic Rifleman）
    - 可以跟随小队移动及部署，为小队提供持续的压制火力，让敌人难以行动并且无法有效还击。

  - 反装甲步枪手（Rifleman Anti-Tank）
    - 可使用轻型反坦克火箭筒对付无装甲及轻装甲载具，对重型载具的伤害十分有限。

  - 掷弹兵（Grenadier）
    - 配有榴弹发射器，可有效地攻击、压制扎堆成群的、建筑中的或掩体后的敌人，还可以对付无装甲载具。

  - 反人员步枪手（Rifleman AP）
    - 配备有遥控反人员地雷，可用于伏击敌人或抵御进攻。

  - 精确射手（Marksman）
    - 配有特等射手步枪或者半自动狙击步枪，可以为小队提供快速而精确的远程火力，以攻击步枪手和机枪手难以命中的远距离目标。

  - 通用机枪手（Machine Gunner）
    - 配有通用机枪，既可以如轻机枪一样移动部署，又可以提供很强的压制火力，在较远的距离上也非常致命。

另外暴动模式下，暴动分子可以在基地或武器库拾获包括老式狙击枪、通用机枪和火箭筒等在内的各种各样的装备

## 載具
依地圖或模式的不同，各陣營的載具配置都會有所變化。
PR中各个阵营包含的载具很多，在此只能列举一部分。
| 陣營               | 坦克                                  | 越野載具                                                                                        | APC/步戰車/偵察車                                                        | 防空車                                 | 運輸直升機                                                        | 噴氣式飛機                                     | 攻擊直升機                           |
| ------------------ | ------------------------------------- | ----------------------------------------------------------------------------------------------- | ------------------------------------------------------------------------ | -------------------------------------- | ----------------------------------------------------------------- | ---------------------------------------------- | ------------------------------------ |
| 中國人民解放軍     | 99式主力戰車                          | 北方工業公司CS/VN3輕型裝甲偵察車                                                                | 92装甲运兵车\|WZ551輪式裝甲運兵車、ZBD-86步兵战车                        | 95式防空車                             | 直-8 通用運輸直昇機、直-9B 轻型战术运输直升机等                   | 歼-10 “猛龍”戰鬥機等                           | 直-10 武裝直升機、武直-11 攻擊直升機 |
| 美國陸軍           | M1A2主力戰車                          | 悍馬車（武裝型、拖式反戰車型、防空型、運兵型、防御者M151遥控武器站型）                          | 史崔克裝甲車、M2布萊德雷步兵戰車、M113裝甲運兵車（越南战争）             |                                        | 黑鷹直升機、小鳥直升機（運兵型、武裝型）、CH-47支奴干运输直升机等 | F-16戰隼戰鬥機、A-10疣豬攻擊機、F-15鹰式战斗机 | 奇奧瓦武裝偵察直升機、武裝直升機等   |
| 美國海軍陸戰隊     | M1A2主力戰車、M48巴顿坦克（越南战争） | 悍馬車（武裝型、拖式反戰車型、防空型、運兵型、防御者M151遥控武器站型）                          | AAV-7A1兩棲突擊載具、LAV-25裝甲車、M113裝甲運兵車（越南战争）            |                                        | 黑鷹直升機、休伊直升機（運兵型、武裝型）、V-22魚鷹式傾轉旋翼機    | F-18C大黃蜂戰鬥機等                            | 眼鏡蛇武裝直升機等                   |
| 北越人民軍         | PT-76两栖坦克                         | UAZ吉普車                                                                                       | BTR-60輪式裝甲車                                                         | ZSU-57-2防空坦克                       | 米-8直升机                                                        | 米格-21战斗机                                  |                                      |
| 英國陸軍           | 挑戰者二式主力戰車                    | 路虎吉普車、豹式吉普车                                                                          | FV107曲劍武裝偵察車、武士履带式装甲车                                    | 暴風者防空車                           | 灰背隼直升机、AH-7山貓直升機等                                    | 狂风式战斗机、海鹞战斗攻击机                   | 武裝直升機                           |
| 德國聯邦國防軍     | 豹2型坦克                             | 梅赛德斯-奔驰G级                                                                                | 美洲獅步兵戰車                                                           |                                        | NH-90運輸直升機                                                   | 颱風戰鬥機                                     | 虎式直升机                           |
| 以色列國防軍       | 梅卡瓦主战坦克                        | 悍馬車                                                                                          | 雌虎步兵战车／装甲运兵车                                                 |                                        | 黑鷹直升機                                                        | F-16戰隼戰鬥機                                 | 武裝直升機                           |
| 法國陸軍           | 勒克莱尔主战坦克、AMX 10 RC装甲车     |                                                                                                 | VBCI裝步戰車、VAB装甲车                                                  |                                        | AS656黑豹式直升機等                                               |                                                | 小羚羊直升机、虎式直升机             |
| 中東聯軍           | T-72主力戰車                          | BRDM-2裝甲巡邏車                                                                                | FV101蝎式偵察車、BMP-2步兵战车、9M113反坦克導彈發射車、MT-LB多用途履帶車 | ZSU-23-4自行高炮、囊鼠防空導彈發射車等 | 米-17直升机等                                                     | 苏-22战斗机等                                  | EC-635攻击直升机、Mi-24雌鹿直升機等  |
| 加拿大軍隊         | 豹2型坦克                             | 梅赛德斯-奔驰G级                                                                                | LAV-3装甲车、郊狼武装侦察车                                              |                                        | CH-47支奴干运输直升机等                                           | F/A-18大黄蜂战斗攻击机                         |                                      |
| 俄羅斯聯邦武裝力量 | T-90主战坦克                          | BRDM-2裝甲巡邏車                                                                                | BTR-80装甲运兵车、BMP-3步兵战车等                                        | 9K22通古斯卡防空系统等                 | 米-8直升机                                                        | 苏-25攻击机、苏-34战斗轰炸机等                 | Mi-28攻击直升机、Mi-24雌鹿直升機等   |
| 荷蘭皇家陸軍       | 豹2型坦克                             | 野外征服者机动步兵车                                                                            | 拳击手装甲运兵车等                                                       | 耳廓狐-SWP防空车                       | CH-47支奴干运输直升机等                                           | F-35闪电II战斗攻击机等                         | 武裝直升機                           |
| 非正規軍           | T-62主战坦克                          | 武裝改裝車（重機槍型、无后座力炮型、火箭炮型、自爆型、運兵型）、摩托車、自爆卡車、BMP-1步兵战车 |                                                                          |                                        |                                                                   |                                                |                                      |

## 固定工事
真实计划中，为了增加游戏的复杂性和模拟阵地战等，制作了一系列可在一定条件下由穿着军官（暴动模式下的暴动方为武装头目或平民）装备的小队长和指挥官在其他成员的协作下部署的固定工事，巧妙建造这些工事甚至可以达到扭转战局的功效。
- 前哨（Forward Outpost）/藏匿点（Hideout）

前哨可作为我方所有玩家的重生点。如果有2个敌人靠近前哨，其重生功能即会消失，敌人离开或被消灭后，还要过1分钟其重生功能才会恢复。
藏匿点和前哨功能一致，只是所属阵营、部署条件和外观有所不同。
- 重机枪（HMG）

只有正规军可以部署，可为狭小掩体内的人员提供一定程度的掩护，并以重机枪以对一扇形区域形成压制火力，甚至可以摧毁轻型载具。
- 反坦克工事（Anti-Tank）

正规军的反坦克导弹发射架上配有热成像仪和多倍放大的瞄准视野，且威力巨大；非正规军的SPG-9無後座力炮转动较为不灵活，可以发射两种弹药分别用于压制步兵和摧毁载具。
- 防空导弹（Anti-Air）

可以对一片空域内的敌方空中载具进行红外锁定，驱离敌机，或者找准机会击落敌机。
- 散兵坑（Foxhole）

沙袋围成的掩体，可在一定程度上抵挡各种武器的攻击，但面对爆炸性武器的防御能力不足。
- 迫击炮（Mortar）

可对给定方位角和距离的目标投射远程的间接火力支援。所有阵营的迫击炮都配有落地高爆弹，而正规军及车臣反叛军（MILITIA）阵营还配有专用于杀伤人员的空爆弹和用于干扰战场的烟雾弹。
- 密接支援桥梁（CSB）

由正规军的后勤补给卡车架设，可以跨越天然障碍或断开的桥面。CSB只能在断桥或预设的位置上架设。

## 地圖
真实计划的制作团队提供了46张官方地图，其中有部分以真实的近现代战役（例如德浪河谷战役）或电影剧情为原型设计（例如桂河大桥），或参照现实地形复原（如马特拉赫）、或依地貌进行创作。从白雪皑皑的北欧森林，到小桥流水的中国乡村，从黄沙漫天的中东小镇，到郁郁葱葱的海上孤岛，制作团队为玩家提供了真实丰富的战斗体验。
注：圆括号内为助于理解的中文翻译（无官方翻译）。
- Al Basrah （巴士拉战役）
- Arctic Lion （北极雄狮）
- Asad Khal （阿萨德卡尔）
- Assault On Mestia （突击梅斯迪亚）
- Battle of Ia Drang（德浪河谷战役）
- Beirut （贝鲁特）
- Bijar Canyons （比贾尔峡谷）
- Black Gold （黑金）
- Burning Sands （炽热之沙）
- Charlies Point （查理据点）
- Dovre （多夫勒）
- Dovre Winter （多伏勒之冬）
- Dragon Fly （龙腾）
- Fallujah West （费卢杰城西）
- Fools Road （傻瓜之路）
- Gaza Beach （加沙海滩）
- Hades Peak （地狱山峰）
- Hill 488 （488号高地战役）
- Iron Ridge （钢铁山脊）
- Jabal Al Burj （贾巴尔-布尔吉）
- Karbala （卡尔巴拉）
- Kashan Desert （卡尚沙漠）
- Khamisiyah (哈米希亚）
- Korengal Valley （卡伦格山谷）
- Kozelsk （科泽利斯克）
- Lashkar Valley （拉什卡尔山谷）
- Muttrah City （马托拉市）
- Operation Archer （射手行动）
- Operation Barracuda （梭鱼行动）
- Operation Ghost Train （幽灵列车行动）
- Operation Marlin （旗鱼行动）
- Operation Snow Strom （暴风雪行动）
- Pavlovsk Bay （巴甫洛夫斯克湾）
- Qwai River （桂河大桥）
- Ramiel （雷天使/拉米尔）
- Saaremaa （萨雷马岛）
- Sbeneh Outskirt （塞本内郊区）
- Shijia Valley （史家沟）
- Shikotan Island （色丹岛）
- Silent Eagle （静默之鹰）
- Tad Sae Offensiv （塔西防卫战）
- The Falklands (马岛战争)
- Vadso City （瓦德瑟市）
- Wanda Shan （完达山）
- Northern Light （北极光）
- Xiang Shan （象山）
- Yamalia （亚马利亚）

## 遊戲模式
- 逐點推進（AAS）
  - 与战地2的征服模式相似，以占领所有控制点、比敌人保存更多兵力点数为目标。为了模拟战线的推进并使战斗更为集中，通常只能以一定的顺序逐个占领控制点。可以攻占的控制点以橙色的攻击标记表示，而需要防御的控制点则以紫色的防御标记表示。当我方带有蓝色关键防御标记的控制点失守并被敌军占领之后，我方兵力点将开始持续减少；若夺取了带有红色关键进攻标记的敌方控制点，则敌方兵力点将开始持续减少。
  - 夺取控制权的速度取决于占领范围内敌我双方的兵力数量比例。虽然不能颠倒占领控制点的顺序，但如果我方已经开始中立化或占领一个控制点时后方的控制点失守了，我方则仍然能继续目前的中立化或占领进度。
  - 该模式地图一般有四种地图规模和配置：
    - 步兵战斗（Infantry 16）：仅提供少量运输载具，专注于步兵战斗。
    - 备选（Alternative 32）：此版本一般是地图的制作者对同一张地图别出心裁的设计，可为同一张地图提供不同的战斗体验，例如夜战、不同的控制点设置或步战和标准版本的折中方案。
    - 标准（Standard 64）：此版本通常包含完整的地图以及适用于该地图的全部载具。
    - 大型（Large 128）：此版本专为100人的服务器而设计，在标准版本的载具配置的基础上添加了更多的运输载具。

  - 大多数地图拥有几套不同的控制点设置，并且控制点的选取带有一定的随机性，这样在每次玩该地图的时候都能获得不同的体验。

- 指揮與控制（CNC）
  - 此模式以大规模的自由作战为特色，地图上没有控制点，但双方都只能部署一个前哨。作战目标是守住我方前哨，并摧毁敌方前哨。前哨失守的一方会被扣除大量兵力点数，并持续自动扣点，直至其部署新的前哨。我方的前哨越靠近地图中心，摧毁敌方前哨对其造成的兵力点数惩罚就会越多。前哨离地图边缘的距离必须大于200米。相比于其他游戏模式，CnC中前哨周围可以部署更多的工事。
- 合作(COOP)
  - 此模式可让一名或多名玩家与电脑AI控制的BOT（机器人）共同作战，以熟悉各种武器装备和载具的操作方法。若您想在全部由真人玩家参与战斗的服务器中使用某种特殊装备或重要载具，请事先在合作模式中熟悉、掌握这种装备/载具的使用方法。为了兼容智能低下的BOT，在此模式中某些规则和装备被修改了。
- 暴动（Insurgency）
  - 此模式与其他模式大有不同。联军的目标是在兵力点数耗尽之前找到并摧毁5个叛乱分子的武器库。联军方面每有玩家伤亡或者载具被毁都会损失兵力点数，而叛乱阵营只在武器库被摧毁时才会损失兵力点数。
- 小型衝突（Skirmish）
  - 此游戏模式是AAS模式的缩小版本，专为12-16人的对战而设计，非常适用于战队比赛和小规模步兵对抗。此模式的规则与AAS相同，但战区更小，兵力点数和控制点更少，没有载具，也不能修筑工事。
- 载具战争（Vehicle Warfare）
  - 此模式是大量重型载具参与的地图控制权争夺。玩家只能以装甲兵（crewman）装备重生，而且只能申请到队长、飞行员装备。兵力点数与人员、载具的伤亡无关，而只与控制点的占领情况相关。被摧毁的载具5分钟后即会刷新，据点占领的过程比AAS模式中快得多。
- 枪王模式（Gun Game）
  - 此模式中，双方无兵种限制，在一片小区域内进行对抗，每人重生地点随机，重生时可获得一把武器、一把战术刀和一些急救包，通过击杀敌人即可获得新的武器、补充弹药和恢复生命值，被击倒后立即死亡并重生。可获取的武器包括步枪、冲锋枪、射手步枪、手枪、榴弹、手雷等。此模式的目标是获得最多的击杀数，当一方任意一人达到某个击杀数时，即立刻判此方获胜。此模式相比其他模式缺乏真实性，但更具娱乐性，适合人数较少时游玩。

## 真实计划 2
在2009年初，真实计划的制作团队DEV在其官方论坛中公布了关于真实计划2的一些消息，他们表明这将会是一个独立的PR系列后续游戏，并且该游戏已经处于前期开发中。于2010年，他们已经购得C4 Engine的使用证书，似乎距离该游戏的正式放出已经指日可待了。
但制作团队新的通知声明，真实计划 2将使用Crytek的新一代游戏引擎——CryEngine 3 SDK制作，并且已经于2012年中正式开始。

## 真实计划：武装突袭2
真实计划：武装突袭2是一个需要安装武装突袭2和武装突袭 2：箭头行动的独立模组，它坚持自主研发，不使用任何外来资源，因此可以“一站式”安装，不需要额外安装其他附加文件或者补丁包。
真实计划：武装突袭2 v0.1 测试版于2011年9月2日放出，紧随其后的是2012年3月16日放出的v0.15，最新版本为2013年3月1日更新的v0.16，其中包含了两张新的地图。与这次更新一同发布的还有关于他们将放弃开发武装突袭2的模组，而转向武装突袭3的模组制作的消息。

## 真实计划：越南
真实计划：越南是“真实计划：战地2”的和“毁灭前夕”的两个制作团队的合作作品。他们于2012年4月1日宣布，第一个“真实计划：越南”的测试版将于2012年4月6日放出，其中包含4张地图及北越人民军、美国海军陆战队等可选阵营。
现“真实计划：越南”已整合入真实计划：战地2当中，无需独立安装。

## 評價和獎項

### 得獎項目
Project Reality: Battlefield 2
- 2008 ModDB 玩家投票最佳模組[2]
- 2008 ModDB 最佳多人連線模組[3]

Project Reality: ArmA2
- 2010 ModDB 玩家投票最期待模組[4]

## 外部連結
- （英文）Project Reality官方網站 （页面存档备份，存于）
- （英文）PR官方指导手册 （页面存档备份，存于）
- （英文）Black Sand Studios網站 （页面存档备份，存于）
- （简体中文）中国战地联盟(PR分版块)
- （繁體中文）綠色旅虛擬軍事俱樂部 （页面存档备份，存于）
- （繁體中文）戰地秘境 （页面存档备份，存于）